# François Jacob
François Jacob (Nancy, 17. lipnja 1920. – 19. travnja 2013.), francuski mikrobiolog i genetičar.
Od 1960. godine je na čelu Odjela za celularnu genetiku Pasteurova instituta. Od 1964. godine profesor na Collèdge de France. Istraživao je kromosome i funkciju pojedinih gena (genetička kontrola sinteze enzima i virusa). S Jacquesom Monodom formulirao pojam operon. 
S Monodom i Andre Lwofom dobitnik Nobelove nagrade za medicinu 1965. godine.

## Vanjske poveznice
- Nobelova nagrada - životopis (engl.)